# کریس سایبورگ
کریس سایبورگ (انگلیسی: Cris Cyborg؛ زادهٔ ۹ ژوئیهٔ ۱۹۸۵) ورزشکار هنرهای رزمی ترکیبی اهل برزیل است. وی از سال ۲۰۰۵ میلادی تاکنون مشغول فعالیت بوده‌است. سایبورگ پیش‌تر کمربند قهرمانی دسته پروزن سازمان یواف‌سی را در اختیار داشت.
کریس سایبورگ یک رزمی‌کار حرفه‌ای ترکیبی و بوکسور حرفه‌ای برزیلی-آمریکایی است که در سازمان پی‌اف‌ال رقابت می‌کند، جایی که او قهرمان فعلی و افتتاحیه مسابقات قهرمانی زنان جهان در دسته پر وزن در سازمان پی‌اف‌ال است. او قبلاً در سازمان بلاتور رقابت می‌کرد، جایی که طولانی‌ترین دوره قهرمانی و آخرین قهرمان جهان در وزن پر زنان را داشت. او همچنین قهرمان سابق دسته پر وزن در سازمان‌های یواف‌سی، استرایک‌فورس و اینویکتا است. او تنها مبارز ام‌ام‌ای در تاریخ است که به یک قهرمان پنج‌گانه تبدیل شده و در پنج دوره اصلی ام‌ام‌ای قهرمانی جهان را به دست آورده است. سایبورگ به طور گسترده به عنوان یکی از بزرگترین رزمی‌کاران زن ترکیبی در تمام دوران شناخته می‌شود.
سایبورگ اولین بار زمانی به شهرت رسید که در ۱۵ آگوست ۲۰۰۹، با شکست دادن جینا کارانو از طریق ناک‌اوت فنی در راند اول، در اولین رویداد اصلی مهم که زنان در آن حضور داشتند، عنوان قهرمانی استرایکفورس را از آن خود کرد.